# 何必有我？
《何必有我？》（英語：Why Me？），是1985年上映的香港電影，新藝城電影事業股份有限公司出品。電影主題圍繞智力缺損人士的遭遇，是1980年代中期關注弱勢族群的先河。翌年，德寶電影事業股份有限公司拍攝了《癲佬正傳》和《聽不到的說話》，前者敘述精神疾病患者以及流浪者的生活實況以及康復之路，而後者則記錄聾啞青少年的犯罪實況和釋囚出獄後的生活。
本片入圍第5屆香港電影金像獎及第23屆金馬獎共四項提名，最終鄭則仕获得香港電影金像獎最佳男主角。

## 劇情簡介
KOKO（鄭文雅飾）是個新入職的社會福利署社工，並成為其男朋友周主任（周潤發飾）的下屬。在出訪圍村工作期間，遇到了智障人士肥貓（鄭則士飾）及其母親貓媽（焦姣飾）。肥貓在圍村內飽受惡霸積遜吉（成奎安飾）欺負，早年喪夫的貓媽則靠販賣豆腐花來維持兩母子的生活，他們一家居住在貓爸生前搭建的小木屋內，沒有安全的生活環境，於是KOKO建議他們尋求社會福利署的幫助來改善一家的生活，但貓媽卻對政府部門充滿敵意。對工作充滿熱誠的KOKO不斷地幫助他們，終於建立了互相信任的關係。但公事公辦的周主任卻不同意KOKO的做事手法，兩人情海翻波。
另一邊廂，KOKO也是出身於破碎家庭，她的父母離異，母親（恬妮飾）離開香港改嫁澳洲的ERIC（曾志偉飾），父親（朱江飾）不思進取，不但沒有負起養育KOKO的責任，更經常向其母（即KOKO的祖母）（歐陽莎菲飾）索取金錢。KOKO與祖母相依為命，再加上母親和繼父從澳洲的滙款才得以大學畢業。母親和繼父到香港探訪KOKO和祖母，此時父親卻上門欲索取金錢，雖然繼父大方地給他金錢，但卻使一家人不開心，KOKO更恨其父親入骨。及後，父親在圍村裡找到一份打掃教堂的工作，便腳踏實地做人，更向KOKO道歉，KOKO原諒了他。
正當她重拾幸福的家庭生活的時候，貓媽因子宮頸癌而離世，肥貓頓成孤兒。積遜吉變本加厲地欺負肥貓，性格溫馴的肥貓終於忍無可忍，進行反抗，躲在已廢棄的木工場脅持著積遜吉，KOKO和周主任雖然欺骗他爸爸还在生勸服了他投降，但肥貓跑到外面时见到多名警察举枪指着自己，便再度發狂持刀往警察砍去，一名警察（吳少剛飾）情急之下槍殺了肥貓。經過此事，KOKO對社會工作感到意興闌珊，更想到轉行，周主任勸服不果。幸好，她在辭職前遇到另一位敵視政府部門的智障人士老鼠，使她重燃對社會工作的熱誠。

## 人物角色
| 角色名稱 | 演員     | 備註                                                          | 粵語配音 |
| -------- | -------- | ------------------------------------------------------------- | -------- |
| KOKO     | 鄭文雅   | 社會福利署的社會工作員                                        | 鄭文雅   |
| 肥貓     | 鄭則士   | 居住在圍村裡的智力缺損者                                      | 鄭則士   |
| 周主任   | 周潤發   | 綽號：扮嘢周 KOKO的男朋友 KOKO在社會福利署的上司              | 周潤發   |
| 貓媽     | 焦姣     | 肥貓的母親 賣豆花的攤販 仇視政府以及警察 影響肥貓對外人的看法 | 龍寶鈿   |
|          | 朱江     | KOKO的父親                                                    | 朱江     |
|          | 恬妮     | KOKO的母親                                                    |          |
| Eric     | 曾志偉   | KOKO的繼父                                                    | 馮永和   |
|          | 歐陽莎菲 | KOKO的奶奶                                                    |          |
| 積遜吉   | 成奎安   | 圍村裡的惡霸                                                  | 金貴     |
|          | 陸劍明   | 積遜吉的手下                                                  | 賈鳳梧   |
|          | 馬湘鄂   | 積遜吉的手下                                                  | 盧雄     |
|          | 吳少剛   | 警察                                                          | 朱子聰   |
|          | 黎彼德   | 警察                                                          | 朱子聰   |
|          | 汪禹     | 警察                                                          | 盧雄     |
|          | 任喜寶   | 社會福利署職員                                                | 沈小蘭   |
|          | 龍天生   | 社會福利署職員                                                | 朱子聰   |
|          | 陳嘉儀   | 社會福利署職員                                                | 曾慶珏   |
|          | 惠英紅   | 社會福利署受助人                                              | 盧素娟   |
| 老鼠     |          | 敵視政府機關的智力缺損者                                      |          |

## 獎項
1986年舉行的《第5屆香港電影金像獎》，評選團主席李翰祥對於自己喜歡的電影不獲提名「最佳電影」感到不滿，後來籌委會臨時增設「評選團大獎」，將評選團認為有資格角逐此獎項的三部電影列為候選名單，由評選團自行選出心目中的得獎名單，《何必有我？》是候選電影之一，並同時獲得「評選團大獎」及「最佳男主角」。
| 年份 | 頒獎典禮            | 獎項       | 名單   | 結果 |
| ---- | ------------------- | ---------- | ------ | ---- |
| 1986 | 第5屆香港電影金像獎 | 最佳男主角 | 鄭則仕 | 獲獎 |
| 1986 | 第5屆香港電影金像獎 | 評選團大獎 | 鄭則仕 | 獲獎 |
| 1986 | 第23屆金馬獎        | 最佳男主角 | 鄭則仕 | 提名 |
| 1986 | 第23屆金馬獎        | 最佳女配角 | 焦姣   | 提名 |

## 相關作品
1995年，鄭則士演出電影《何必偏偏選中我》，劇情與《何必有我？》近似，內容講述智障人士潘學倫（鄭則士飾）出生於小康家庭，與父母及祖母同住。潘學倫的父母都是曾經接受高等教育的專業人士，父親是銀行的高級職員，母親也是高薪的上班一族，二人嫌棄自己的兒子是個智障人士，經常打罵兒子，只有祖母對潘學倫疼愛有加，平常獨力照顧孫兒的起居生活。後來潘學倫的父母成功申請移民加拿大，卻沒有為兒子辦理移民手續，由祖母繼續獨力照顧。潘學倫日漸成長，祖母逐漸踏入老年，照顧孫兒的時候感到越來越吃力。一天，小姨從澳洲回來，有意把潘學倫的祖母接到澳洲養老，獲得澳洲移民局的批准。祖母雖然疼愛潘學倫，但是明白到自己年事已高，沒有能力繼續照顧孫兒，於是答應跟隨女兒移民到澳洲。出發前夕，潘學倫的祖母含淚在文件上簽署，把潘學倫的撫養權交給香港政府，潘學倫從此成為孤兒，由政府安排入住智障人士院舍，看着其他舍友回家度假，而自己卻只能以院舍為家。日子一天一天的過去，潘學倫忘記了自己的故居和親人，在院舍過着新的生活。